# Michael Chang
Michael Chang, né le 22 février 1972 à Hoboken dans le New Jersey, est un joueur de tennis américain.
Professionnel de 1988 à 2003, il a remporté trente-quatre titres sur le circuit ATP, dont un titre majeur, le tournoi de Roland-Garros en 1989, ainsi que sept Masters 1000, dont un doublé Indian Wells-Miami réalisé en 1992. Parmi les finales qu'il a atteintes mais perdues, figurent notamment l'Open d'Australie en 1996, Roland-Garros en 1995, l'US Open en 1996, le Masters en 1995, et la Coupe du Grand Chelem en 1991 et 1992.
Avec l'équipe des Etats-Unis, il conquiert la Coupe Davis en 1990 et joue une autre finale en 1997.
Droitier au formidable jeu de jambes, Michael Chang accède à une renommée mondiale en remportant les Internationaux de France, en 1989, âgé seulement de dix-sept ans (il est le plus jeune vainqueur du tournoi en simple messieurs, record qui tient toujours), en ayant écarté en 5 sets le favori et numéro un mondial Ivan Lendl en huitièmes de finale, au terme d'un match haletant et qualifié d'inoubliable,,,. En finale, mené 2 sets à 1 par le Suédois Stefan Edberg, il gagne à nouveau en 5 sets.
Membre du top 10 mondial durant sept saisons, entre 1989 et 1997, il atteint son meilleur classement ATP le 9 septembre 1996, à la seconde place mondiale.
Joueur iconique des années 1990, Chang fait son entrée au International Tennis Hall of Fame en 2008.

## Biographie
Michael Te-pei Chang est le fils de deux immigrants chinois ayant grandi à Taïwan bien que n'étant pas nés dans l'île. Son père, Joe, né à Chaozhou, dans la province du Guangdong (sud de la Chine continentale), vivait à Taiwan depuis l'âge de sept ans, tandis que sa mère, Betty (née Tung), est née à Delhi en Inde, où son père Michael Tung exerçait la fonction d'ambassadeur de Chine. Elle s'installa aux États-Unis en 1959, où son futur époux arriva en 1966. C'est donc dans ce pays que naît Michael Chang, le 22 février 1972.

### Débuts très précoces
En 1987, Michael Chang devient le plus jeune joueur à gagner un match lors de l'US Open et le 19 octobre 1987 le plus jeune à entrer dans le top 200 : 15 ans, 7 mois et 26 jours.
Le 6 juin 1988, il devient le plus jeune joueur à entrer dans le top 100 : 16 ans, 3 mois et 13 jours. En septembre, pour sa deuxième participation à l'US Open, il dispute son premier huitième de finale en Grand Chelem, face à son futur grand rival, Andre Agassi, numéro 4 mondial, contre lequel il s'incline en trois sets (7-5 6-3 6-2).
En 1989, il fait un extraordinaire parcours lors de Roland-Garros. En huitième de finale, il bat Ivan Lendl, numéro un mondial, lors d'un match épique où il lutte contre des crampes et gagne le match après avoir fait craquer psychologiquement Lendl, grâce notamment à son fameux service surprise à la cuillère dans le 5e set, à 4-3. Il remporte ce jeu, et dans le suivant, à 5-3, l’Américain se procure deux balles de match. Lendl est au service et rate sa première balle ; Chang va alors se placer à la limite du carré de service concerné. Le Tchèque conteste et dira plus tard avoir été gêné par les rires du public. Déstabilisé par cette action insolite de Chang, Lendl rate sa deuxième balle, concédant la double faute et donc le match.
Chang remporte les deux parties suivantes contre l'Haïtien Ronald Agenor et le Russe Andrei Chesnokov, avant de remporter ensuite la finale contre Stefan Edberg après avoir été mené deux sets à un (6-1, 3-6, 4-6, 6-4, 6-2) devenant alors le plus jeune vainqueur d'un tournoi du Grand Chelem en simple messieurs, record qu'il détient toujours. Le 7 août 1989, il devient le plus jeune joueur à entrer dans le top 5 : 17 ans, 5 mois et 14 jours. À partir de cette année et jusqu'en 1997, Chang va parvenir à jouer au moins un quart de finale par an en Grand Chelem.
L'année suivante, il fait partie de l'équipe victorieuse de la Coupe Davis : il qualifie tout d'abord les États-Unis pour la finale en remportant le cinquième match décisif face à l'Autrichien Horst Skoff, en réussissant l'exploit de remonter un déficit de deux sets à zéro (3-6, 6-7, 6-4, 6-4, 6-3). Victorieux de la finale face à l'Australie, Chang apporte le premier point contre Darren Cahill (6-2, 7-6, 6-0). Plus tôt dans l'année, il perd son titre à Roland-Garros au stade des quarts de finale, contre Andre Agassi qui le bat en quatre sets (6-2 6-1 4-6 6-2). Quelques mois plus tard, il remporte son premier Masters 1000 à Toronto, en battant sur sa route Andre Agassi en quart de finale (4-6 7-5 7-5) puis Pete Sampras en demi (3-6 7-5 7-6).
Mais l'après-1989 est globalement difficile pour le jeune Chang. Gagner Roland-Garros si jeune n'est pas si facile à gérer. Il a contre lui son inexpérience, la pression du public et des médias, et son physique totalement atypique. En effet, à cette époque, la moyenne taille poids du top 10 de l’ATP est de 1,85 m pour 76 kilos. Michael Chang, avec son petit gabarit trapu, semble ne pas être à sa place. Pour pouvoir contrer cet apparent désavantage physique, le clan Chang commence un entraînement intensif pour transformer son jeu de jambes et lui permettre d'obtenir un jeu davantage fondé sur le contrôle que sur la puissance. Il devient un des modèles du genre.
Gagnant en régularité, il rejoint en 1991 pour la troisième fois consécutive les quarts de finale de Roland-Garros où il s'incline en trois sets face à Boris Becker (6-4 6-4 6-2), après avoir battu l'immense champion Jimmy Connors (4-6 7-5 6-2 4-6, abandon) au troisième tour. Preuve de ses progrès, Chang parvient pour la première fois à battre John McEnroe, au troisième tour de l'US Open et en cinq sets (6-4 4-6 7-6 2-6 6-3). Enfin, en décembre, lors des demi-finales de la Coupe du Grand Chelem, il réédite son exploit de Roland-Garros et parvient une nouvelle fois à battre Ivan Lendl après avoir perdu les deux premières manches (victoire 2-6 4-6 6-4 7-6 9-7).

### 1992: retour au plus haut niveau
Dès 1992, après deux ans de travail acharné, il redevient crédible sur le court et dit alors : « Je suis un peu plus fort, un peu plus expérimenté, un peu plus âgé et plus intelligent. Je suis enfin sorti de l’adolescence. »[réf. nécessaire] Sur les courts, il est devenu plus agressif : «« J’ai énormément fait progresser mon service et ma volée, ce qui me permet d’être plus agressif. Maintenant le jeu est devenu très rapide. On ne peut plus espérer battre un joueur en attendant qu’il fasse la faute de lui-même. Il faut la provoquer. En quelque sorte, maîtriser davantage son propre destin. »[réf. nécessaire]
Cette année-là, il réussit à remporter, coup sur coup, les Masters 1000 d'Indian Wells et de Miami — un doublé très rare dans l'histoire du tennis — en enregistrant au passage des victoires sur des joueurs de premier plan comme Pete Sampras et Jim Courier.
Surtout, lors de l'US Open, il est tout proche d'atteindre une nouvelle finale de Grand Chelem. Après deux matches disputés en cinq sets en huitième de finale (victoire 6-2 2-6 3-6 6-3 6-1 face à MaliVai Washington) puis en quart de finale (victoire sur le fil 7-5 2-6 6-3 6-7 6-1), Chang affronte le no 2 mondial Stefan Edberg en demi-finale. D'un niveau de jeu extraordinaire, il s'agit alors du plus long match de l'histoire de l'US Open, qui se conclut en 5 h 26 sur une victoire de Stefan Edberg, sur le score de 6-7, 7-5, 7-6, 5-7, 6-4. D'un sang-froid à toute épreuve, le Suédois doit refaire son retard dans le dernier set, Chang ayant mené 4-2 dans ce set décisif. Avec un total de 57 victoires pour 23 défaites, Chang finit la saison au 6e rang mondial.

### 1993: la confirmation
En 1993, Chang confirme les promesses de sa saison 1992 : il réussit à remporter 5 titres sur 7 finales disputées, le plus important étant le Masters de Cincinnati contre Stefan Edberg, no 3 mondial, et en ayant battu au passage Andre Agassi en demi-finale (7-5 1-6 7-5). En Grand Chelem, s'il ne brille qu'à l'US Open où il atteint les quarts de finale, il est toutefois au bord de l'exploit face au no 2 mondial Pete Sampras, contre qui il mène 7-6 4-2, avant de s'incliner en quatre manches (6-7 7-6 6-1 6-1). Vainqueur quelques jours plus tard du tournoi, Pete Sampras déclare : « Le gars le plus dur contre qui j'ai joué, c'est Michael Chang, en quart. J'ai maîtrisé le match, tout simplement, en jouant de la manière la plus basique possible. » Lors de la Masters Cup, en fin d'année, il parvient à battre Jim Courier, no 2 mondial, en phase de poule, mais perd son second match face à Michael Stich, le numéro 3 mondial (4-6 7-6 6-2), et rate de peu la qualification pour les demi-finales en s'inclinant contre Andrei Medvedev (2-6 6-4 6-2). Il termine l'année à la 8e place mondiale avec 66 victoires pour 21 défaites. C'est le début d'une montée en puissance et d'une progression au classement.

### 1994-1997: proche de la première place mondiale
En 1994, Chang remporte 6 titres, dont le Masters 1000 de Cincinnati pour la seconde fois, et atteint pour la première fois les quarts de finale du tournoi de Wimbledon après une victoire sur Sergi Bruguera, le vainqueur de Roland-Garros. En huitième de finale de l'US Open, il est le seul joueur à pousser Andre Agassi à disputer un cinquième set avant que celui-ci ne gagne le tournoi. Très régulier, il bat au cours de l'année Jim Courier, Boris Becker, Stefan Edberg ou encore Goran Ivanisevic, mais il coince régulièrement face à Pete Sampras. Il termine l'année à la 6e place mondiale avec 66 victoires pour 21 défaites.
En 1995, il atteint pour la première fois les demi-finales de l'Open d'Australie, vaincu par Pete Sampras en quatre sets (6-7 6-3 6-4 6-4), en ayant réussi 20 aces au cours du match, soit 7 de plus que son adversaire. Grâce à ce résultat, il fait alors partie des rares joueurs ayant réussi à jouer les quarts de finale des quatre tournois du Grand Chelem. Il remporte ensuite le tournoi de Hong-Kong et réalise une très bonne saison sur terre battue avec un titre à Atlanta et une victoire en finale sur Andre Agassi, no 1 mondial, puis un quart de finale au Masters de Rome, perdu 6-2 6-3 face à Thomas Muster, intouchable cette année-là sur cette surface où il ne perd qu'un seul match. Il accède à nouveau à la finale de Roland-Garros mais perd encore contre Thomas Muster (7-5, 6-2, 6-4), malgré un bon départ (Chang mène 4-1 avec deux balles de 5-1, puis il sert pour le set à 5-3). Sur son parcours, Chang s'offre notamment une victoire de prestige en demi-finale sur le double tenant du titre Sergi Bruguera (6-4, 7-6, 7-6). Après une défaite au deuxième tour de Wimbledon, Chang réussit un bon été sur ciment en atteignant la finale du masters de Cincinnati, dont il est double tenant du titre, mais doit s'incliner contre le numéro un mondial Andre Agassi. Il réussit un nouveau quart de finale à l'US Open où il s'incline en 3 sets et 3 heures (7-6 7-6 7-5) contre un Jim Courrier de retour à un haut niveau. L'Américain réussit ensuite une excellente fin de saison en remportant deux titres à Pékin et Tokyo, et en jouant un quart de finale au Masters de Paris-Bercy. Il termine cette saison 1995 par sa seule et unique finale en Masters Cup perdue face à Boris Becker en trois sets (7-6, 6-0, 7-6 alors qu'il a servi pour le gain du premier set à 5-3), après des victoires sur Pete Sampras, Jim Courier et Thomas Muster. Ses 65 victoires pour 19 défaites, 4 titres et 5 finales le portent à la 5e place mondiale.
En 1996, Chang aborde la saison en pleine confiance, affirmant qu'il ne craint ni Sampras ni Agassi pour éventuellement s'imposer à l'Open d'Australie. Il y atteint d'ailleurs la finale sans perdre un seul set, s'offrant au passage une victoire sur le tenant du titre Andre Agassi lors des demi-finales. Mais Boris Becker a raison de lui en finale dans un match de près de 3 heures, plutôt accroché (6-2, 6-4, 2-6, 6-2) où Chang réussit autant d'aces que Becker (11). Après une victoire au premier tour de la Coupe Davis face au Mexique, Chang enchaîne deux demi-finales à Memphis et San José, et s'adjuge en mars son second titre à Indian Wells après celui de 1992. Il bat une nouvelle fois Andre Agassi sur son passage, en quart de finale cette fois. Régulier par la suite avec un quart de finale à Miami et à Tokyo, une finale à Hong Kong, et une demi-finale à Atlanta, Chang perd à la surprise générale au troisième tour de Roland Garros contre Stefan Edberg (4-6 7-5 6-0 7-6). Le Suédois, retombé au 45e rang mondial et qui joue sa dernière saison, prend ainsi une éclatante revanche sur Chang et cette finale de Roland-Garros perdue en 1989. Après une défaite au premier tour de Wimbledon, Michael Chang est tout proche d'atteindre la première place mondiale, à la faveur d'un été particulièrement performant où il remporte consécutivement les tournois de Washington et Los Angeles et atteint la finale du Masters 1000 de Cincinnati pour la quatrième année de suite. C'est Agassi qui met fin à la série de 14 victoires de suite de Chang sur le circuit au terme d'un match serré (7-6 6-3). Après un quart de finale perdu au tournoi de New Haven, Chang est désigné tête de série numéro 2 à l'UsS Open en récompense de ses résultats alors qu'il est numéro 3 mondial. Il fait alors figure de favori avec Sampras et Agassi. Chang confirme sa grande forme en passant plutôt facilement les premiers tours avant un match compliqué au troisième tour contre son compatriote Vince Spadea qui se retrouve en position de servir pour le gain de la partie (victoire de Chang 6-4 5-7 2-6 7-5 6-3). Chang progresse rapidement dans le tournoi et prend sa revanche sur Andre Agassi qu'il balaie 6-3 6-2 6-2 en demi-finale, en moins de deux heures. Chang s'incline néanmoins en finale contre le tenant du titre Pete Sampras (6-1, 6-4, 7-6), malgré une balle de set manquée à 6-5 au troisième set sur le service de Sampras. Alors qu'il avait l'opportunité de devenir numéro un mondial en cas de victoire, il atteint toutefois son meilleur classement à l'issue du tournoi, no 2 mondial, avec un bilan de 23 victoires pour 3 défaites au cours de cet été fabuleux. Il enchaîne ensuite avec une finale au tournoi de Singapour et une demi-finale au tournoi de Stuttgart. Il perd en phases de poules au Masters mais compile 65 victoires pour 19 défaites sur la saison. Son bilan est exceptionnel : de juin 1995 à septembre 1996, il a donc joué 4 finales majeures (Roland-Garros 1995, Masters Cup 1995, Open d'Australie et US Open 1996) sur 8. Seul Wimbledon lui résiste.
En 1997, où il reste no 2 mondial pendant la majeure partie de la saison, il atteint les demi-finales de l'Open d'Australie pour la troisième fois consécutive, mais s'incline à la surprise générale contre la révélation du tournoi, le jeune Espagnol Carlos Moya, en trois sets (7-5 6-2 6-4). Toujours très régulier, il affiche, au 27 mars, le meilleur bilan de la saison, avec 28 victoires pour seulement 3 défaites et 4 titres, dont son septième (et dernier) Masters 1000 à Indian Wells. Sur ces trois premiers mois de la saison, Chang enregistre des victoires sur des joueurs de premier plan comme Thomas Muster, Marcelo Rios, Goran Ivanisevic et Patrick Rafter. Favori pour le titre à Roland-Garros, il perd en huitième de finale après avoir mené un set et un break contre Sergi Bruguera (3-6 6-4 6-3 6-4), de retour à son meilleur niveau après de nombreuses blessures. Si le début de saison sur gazon s'avère prometteur avec une demi-finale au tournoi de Bois-le-Duc, Chang perd d'entrée à Wimbledon (7-6 3-6 6-2 3-6 8-6) face à Todd Woodbridge qui atteint ensuite les demi-finales. De retour sur le ciment américain, Chang passe encore une fois tout près de la première place mondiale grâce à un nouvel été performant. Il remporte d'abord son cinquième titre de la saison à Washington, puis atteint les demi-finales des Masters 1000 de Montréal et Cincinnati et enfin les quarts de finale de Long Island. Très bien préparé pour l'US Open, où il est tête de série numéro 2, il commence ce tournoi par victoires plutôt faciles, avant de remporter deux matchs consécutifs en cinq sets, d'abord contre Cédric Pioline qui sert pour le match en huitième de finale (victoire 6-3 0-6 5-7 7-5 6-1), puis contre Marcelo Rios (7-5 6-2 4-6 4-6 6-3). Ces deux victoires difficiles laissent des traces. La quasi-totalité du top 10 ayant été battu avant les quarts de finale, et alors qu'il ne reste plus que deux têtes de série en demi-finale (Michael Chang, no 2 et Patrick Rafter, no 13), l'Américain apparaît toutefois comme le grand favori pour le titre, ayant un bilan victoires/défaites positif face aux trois autres joueurs encore en course (Patrick Rafter, Greg Rusedski et Jonas Björkman). En cas de titre dans cet US Open, Michael Chang a encore la possibilité de devenir numéro un mondial. Pourtant, l'Américain perd sèchement sa demi-finale contre un grand Rafter (6-3, 6-3, 6-4). La déception est grande pour Chang et le public américain. Carl Chang, frère et entraîneur de Michael, reste d'ailleurs plusieurs heures seul, le regard dans le vide dans les gradins du stade après le match. John McEnroe estime alors que pour Chang, « c'était l'année ou jamais »[réf. nécessaire]. La suite des évènements lui donnera raison.

### Une confiance en berne
Fin septembre, Michael Chang permet pourtant aux États-Unis de se qualifier pour la finale de la Coupe Davis en remportant ses deux matches, contre Patrick Rafter (6-4 1-6 6-3 6-4), prenant au passage sa revanche de l'US Open, et Mark Philippoussis. Mais ceci est son dernier fait d'armes de l'année. Semblant toujours très affecté moralement et psychologiquement par cette occasion manquée à l'US Open, Chang perd au premier tour des trois tournois auxquels il participe ensuite (Singapour, Stuttgart et Bercy). Qualifié pour la Masters Cup en tant que no 2 mondial, il remporte de manière convaincante son premier match de poule face à Sergi Bruguera no 8 (7-6 6-2), mais s'incline ensuite lourdement contre le no 6 Ievgueni Kafelnikov (6-3 6-0) et rate les demi-finales en s'inclinant pour la première fois face au nouveau no 4 mondial Jonas Björkman (6-4 7-5). Redescendu à la troisième place mondiale, Chang compte alors sur la finale de la Coupe Davis face à la Suède pour bien terminer son année. Chang mène 5-7 6-1 3-1 et balle de 4-2 lors du match d'ouverture contre Björkman, avant de s'incliner en quatre manches (7-5 1-6 6-3 6-3). Déçu, à court de confiance, il déclare : « Je n'ai pas été capable de gagner les points importants » ; « J'ai connu des déceptions au cours de ma carrière, aujourd'hui, sur ce court, c'en est une grande. Il n'est jamais facile de passer par là. Chaque jour devient difficile pour se rétablir, se reprendre, continuer et travailler durement. Quand vous travaillez beaucoup et que vous arrivez encore un peu juste sur le court, échouant encore, ça peut devenir compliqué. »
Le cauchemar continue puisqu'il perd également son deuxième match, les États-Unis s'inclinant même 5-0 en y ajoutant l'abandon de Pete Sampras, blessé lors du deuxième simple. Depuis sa défaite en demi-finale de l'US Open contre Rafter, Chang n'a gagné que trois matches sur dix disputés. Il termine l'année à la troisième place mondiale, juste derrière Rafter ; il est alors le seul joueur, avec Pete Sampras, à finir la saison dans le top 10 pour la sixième année consécutive. Au total, il a remporté un peu moins de matches que lors des précédentes saisons (57 victoires pour 21 défaites). Chang affirme que le fait d'avoir été doublé in extremis par Rafter au classement provoque en lui « le désir de s'entraîner encore plus durement pendant l'intersaison pour faire de 1998 la meilleure saison de ma carrière et atteindre la première place mondiale ». Ainsi, Chang ne se repose que quatre jours après cette saison harassante et se lance, avec son frère et entraîneur Carl, dans un programme d'entrainement intense : pendant 5 semaines et ce 6 jours par semaine et dès 6 heures du matin, l'américain enchaîne footing, musculation et séances de karaté pour être « plus fort » ce qui s'avère être une grave erreur de la part du clan Chang  : les blessures vont en effet s'enchaîner en 1998.

### 1998: les blessures et la chute au classement
Surentraîné, Chang apparaît certes plus musclé mais moins rapide qu'auparavant. Alors no 3 mondial, il doit participer au tournoi exhibition de Kooyong pour lancer sa saison mais se blesse aux abdominaux lors d'une session d'entrainement, ce qui l'oblige à déclarer forfait. Il perd ensuite au deuxième tour de l'Open d'Australie, toujours handicapé par cette blessure, face au Français Guillaume Raoux. L'Américain déclare alors : « Je pense qu'il n'y a rien de mauvais dans mon jeu ces temps-ci. Il est vrai que, durant les derniers mois, en termes de tennis, j'ai eu beaucoup de difficultés. Dans mon cœur, la motivation et l'envie sont toujours là. Le feu brûle encore, ça n'est pas qu'une étincelle. » Il est alors descendu au 7e rang mondial et alterne le bon et le moins bon : demi-finaliste au tournoi de San José puis finaliste à Memphis avant deux défaites précoces à Hong Kong et Tokyo ; son bilan de 9 victoires pour 4 défaites en 5 tournois est loin de ses standards habituels. En mars, il glisse malencontreusement sur un court lors d'un entraînement avec Andreï Medvedev et se tord partiellement un ligament du genou droit, ce qui le contraint au forfait pour les Masters 1000 d'Indian Wells et Miami ; il sort donc du top 10 pour la première fois depuis 1993. Mal remis de sa blessure, il revient à la compétition beaucoup trop tôt, dès le mois d'avril, avec des résultats en demi-teinte : une finale au tournoi d'Orlando et un quart de finale à Rome avec une victoire sur Pete Sampras, mais trois défaites précoces dans les autres tournois et une sortie au troisième tour de Roland-Garros, blessé. Il souffre alors d'une tendinite récurrente au poignet gauche. 11e mondial, il avoue alors : « Je suis beaucoup plus déçu par ma condition physique que par autre chose. Peut-être suis-je revenu trop vite de ma blessure au genou pour jouer quelques matches. » Handicapé par son poignet, Chang perd au deuxième tour de Wimbledon, puis doit déclarer forfait alors qu'il atteint les demi-finales du tournoi de Washington dont il est tenant du titre, la douleur étant trop forte. Le clan Chang se rend alors compte de l'erreur commise pendant l'intersaison 1997-1998 : avec un entrainement trop intense et peu de repos, le corps de Michael Chang s'est fragilisé. L'américain reconnaît alors : « Personne ne m'a forcé à travailler physiquement aussi durement que je l'ai fait. Je pensais que travailler mon corps aussi durement était le prix à payer pour atteindre mon but de gagner des Grands Chelems et devenir no 1 mondial. Grave erreur. » Après une défaite au deuxième tour du tournoi de Cincinnati contre Kafelnikov, il remporte enfin son premier titre depuis un an à Boston, face à Paul Haarhuis. Chang est alors 20e mondial. Non tête de série à l'US Open, il est proche de l'exploit au deuxième tour face à Carlos Moyà, 10e mondial et récent vainqueur de Roland-Garros, contre qui il mène deux sets à zéro et obtient plusieurs balles de match dans le troisième set avant de s'incliner 3-6, 1-6, 7-6, 6-4, 6-3. C'est seulement la seconde fois dans sa carrière que Chang perd un match après avoir remporté les deux premiers sets. Il se souviendra de ce match comme l'un des plus frustrants de toute sa carrière. Malgré la déception, il remporte en octobre son deuxième titre de l'année à Shanghai face à Goran Ivanisevic. Il termine l'année au 29e rang mondial, son plus mauvais classement depuis 1988 et n'enregistre que 37 victoires pour 17 défaites. Chang confie dans son journal l'analyse de sa plus mauvaise saison : « Quand je reviens sur l'inter-saison de l'année dernière, au moment où je me suis entraîné 5 semaines de suite, je me rends compte que ce que j'ai fait était vraiment mauvais. C'est une faute de ne pas s'être reposé. C'est une faute de ne s'être même pas relaxé. » C'est le début de la fin pour l'Américain qui, freiné dans son élan, ne retrouvera plus jamais son niveau de jeu et ne dépassera plus le troisième tour en Grand Chelem.

### 1999-2003: un lent déclin malgré quelques performances et des records

Michael Chang en 2009.

En 1999, malgré une bonne intersaison et un bon entraînement, il termine à la 51e place avec 27 victoires pour 22 défaites, mais avec quelques exploits à son actif : un quart de finale au Masters de Cincinnati avec des victoires sur Àlex Corretja et Cédric Pioline, et surtout une demi-finale à Paris-Bercy où, grâce à un excellent niveau de jeu, il est tout proche de battre le jeune et talentueux Marat Safin (6-7, 7-6, 6-4) après des victoires sur Marcelo Rios ou encore Cédric Pioline. Il manque de chance en Grand Chelem où il n'est plus tête de série. À l'Open d'Australie, il s'incline au deuxième tour au bout d'un long combat face à Mark Philippoussis no 14 mondial, sur le score de 7-6, 2-6, 6-3, 5-7, 7-5. En mai, il résiste vaillamment au numéro 1 mondial Ievgueni Kafelnikov contre lequel il obtient plusieurs balles pour jouer un cinquième set au premier tour de Roland-Garros (défaite de Chang 6-2, 5-7, 6-0, 7-66). Chang semble donc par moments très proche de retrouver son niveau. Mais il s'agit de la première saison, depuis 1987, où il ne remporte pas le moindre tournoi.
Malgré une bonne année 2000 où il gagne 42 matchs pour 26 défaites, il ne dépasse pas le 22e rang mondial. À l'Open d'Australie, il s'incline au premier tour contre Roger Federer, classé 62e mondial, qui remporte alors son premier match en Grand Chelem. À Roland-Garros, il réussit un grand match au troisième tour face au no 5 mondial, Gustavo Kuerten, futur vainqueur du tournoi cette année-là, mais doit s'incliner 6-3, 6-7, 6-1, 6-4 en 3 heures de jeu. Impressionné, Kuerten déclare après le match : « C'était une grande bataille car nous avons tous les deux gagné ici et chacun avait envie de faire de son mieux. Chang n'a jamais lâché un point et, même si je suis encore loin de gagner le tournoi, je pense avoir maintenant une bonne chance et je me battrai sur chaque match ». Cette même saison, Chang parvient quatre fois en demi-finale de tournoi, cinq fois en quart de finale, il joue une finale à Auckland et remporte le dernier titre de sa carrière à Los Angeles, devenant l'un des rares joueurs (avec Andre Agassi et Marc Rosset) à remporter des titres sur trois décennies différentes (années 1980, 1990 et 2000). À Stuttgart, en octobre, il atteint pour la 11e saison consécutive un quart de finale dans un Masters 1000 : c'est un record pour l'époque, codétenu avec Pete Sampras, lesuel l'améliore l'année suivante (ce record a ensuite été dépassé par Roger Federer, Rafael Nadal, Novak Djokovic et Andy Murray).
À partir de 2001, il perd plus de matchs qu'il n'en remporte, glissant jusqu'au 124e rang mondial en 2002. Dans un match de haut niveau, Chang fait toutefois trembler le numéro un mondial Lleyton Hewitt au premier tour du tournoi de Bois-le-Duc sur gazon en 2002, avant de s'incliner finalement en deux tie-breaks ; deux semaines plus tard, l'Australien remporte Wimbledon. Enfin, au cœur de l'été, il bat le numéro 3 mondial Tommy Haas (6-3, 6-2) au premier tour du Masters 1000 de Cincinnati et ne s'incline que contre le futur vainqueur du tournoi Carlos Moyà en huitième de finale. Ce sont ses derniers faits d'armes. Chang est régulièrement battu dans les premiers tours des tournois du Grand Chelem par la nouvelle génération montante : Roger Federer à l'Open d'Australie et à l'US Open, Andy Roddick à Roland-Garros.
Il arrête sa carrière en 2003 après avoir effectué une tournée d'adieu où il participe aux tournois qui comptent le plus pour lui. Chang s'incline deux fois contre son vieux rival Agassi, à Scottsdale puis Miami (6-4 6-2). Pour son dernier Roland-Garros, l'Américain est battu au premier tour par le Français Fabrice Santoro après avoir régalé le public dans une première manche de haut niveau (7-5 6-1 6-1). L'organisation du tournoi rend hommage à Chang lors d'une cérémonie sur le court que L' Américain, ému, quitte en pleurs sur une dernière ovation. Il joue son ultime match à l'US Open où il perd en quatre sets acharnés au premier tour face au Chilien Fernando Gonzalez, tête de série numéro 15 et quart de finaliste l'année précédente. C'est sur cette défaite honorable que Chang termine sa carrière.

### Après carrière
Appelé en renfort par la fédération chinoise de tennis en vue des Jeux olympiques de Pékin en 2008, il prend en charge l'entraînement de Peng Shuai. Malgré des résultats concluants, il arrête cette collaboration en cours d'année afin de se consacrer à son académie de tennis en Chine.
En 2013, il intègre l'équipe du joueur japonais Kei Nishikori, en tant que conseiller avant de devenir officiellement son entraîneur.
Il est membre du International Tennis Hall of Fame depuis le 23 janvier 2008.

## Classements ATP en fin de saison
| Année          | 1988 | 1989 | 1990 | 1991 | 1992 | 1993 | 1994 | 1995 | 1996 | 1997 | 1998 | 1999 | 2000 | 2001 | 2002 | 2003 |
| Rang en simple | 30   | 5    | 15   | 15   | 6    | 8    | 6    | 5    | 2    | 3    | 29   | 50   | 32   | 94   | 126  | 376  |
| Rang en double |      |      |      |      | 264  | 287  |      |      |      |      |      |      |      |      | 715  | 1672 |

## Parcours dans les tournois duGrand Chelem

### Victoire (1)
| Année | Tournoi       | Adversaire en finale | Score                   |
| 1989  | Roland-Garros | Stefan Edberg        | 6-1, 3-6, 4-6, 6-4, 6-2 |

### Finales (3)
| Année | Tournoi          | Adversaire en finale | Score              |
| 1995  | Roland-Garros    | Thomas Muster        | 5-7, 2-6, 4-6      |
| 1996  | Open d'Australie | Boris Becker         | 2-6, 4-6, 6-2, 2-6 |
| 1996  | US Open          | Pete Sampras         | 1-6, 4-6, 63-7     |

### En simple
| Année | Open d'Australie | Open d'Australie | Internationaux de France | Internationaux de France | Wimbledon       | Wimbledon     | US Open         | US Open      |
| ----- | ---------------- | ---------------- | ------------------------ | ------------------------ | --------------- | ------------- | --------------- | ------------ |
| 1987  | —                | —                | —                        | —                        | —               | —             | 2e tour (1/32)  | N. Odizor    |
| 1988  | —                | —                | 3e tour (1/16)           | J. McEnroe               | 2e tour (1/32)  | H. Leconte    | 1/8 de finale   | A. Agassi    |
| 1989  | —                | —                | Victoire                 | S. Edberg                | 1/8 de finale   | T. Mayotte    | 1/8 de finale   | T. Mayotte   |
| 1990  | —                | —                | 1/4 de finale            | A. Agassi                | 1/8 de finale   | S. Edberg     | 3e tour (1/16)  | A. Cherkasov |
| 1991  | —                | —                | 1/4 de finale            | Bo. Becker               | 1er tour (1/64) | T. Mayotte    | 1/8 de finale   | S. Edberg    |
| 1992  | 3e tour (1/16)   | R. Krajicek      | 3e tour (1/16)           | N. Kulti                 | 1er tour (1/64) | J. Bates      | 1/2 finale      | S. Edberg    |
| 1993  | 2e tour (1/32)   | D. Wheaton       | 2e tour (1/32)           | B. Karbacher             | 3e tour (1/16)  | D. Wheaton    | 1/4 de finale   | P. Sampras   |
| 1994  | —                | —                | 3e tour (1/16)           | J. Yzaga                 | 1/4 de finale   | P. Sampras    | 1/8 de finale   | A. Agassi    |
| 1995  | 1/2 finale       | P. Sampras       | Finale                   | T. Muster                | 2e tour (1/32)  | P. Korda      | 1/4 de finale   | J. Courier   |
| 1996  | Finale           | Bo. Becker       | 3e tour (1/16)           | S. Edberg                | 1er tour (1/64) | A. Costa      | Finale          | P. Sampras   |
| 1997  | 1/2 finale       | C. Moyà          | 1/8 de finale            | S. Bruguera              | 1er tour (1/64) | T. Woodbridge | 1/2 finale      | P. Rafter    |
| 1998  | 2e tour (1/32)   | G. Raoux         | 3e tour (1/16)           | F. Clavet                | 2e tour (1/32)  | M. Gustafsson | 2e tour (1/32)  | C. Moyà      |
| 1999  | 2e tour (1/32)   | M. Philippoussis | 1er tour (1/64)          | I. Kafelnikov            | —               | —             | 2e tour (1/32)  | A. Clément   |
| 2000  | 1er tour (1/64)  | R. Federer       | 3e tour (1/16)           | G. Kuerten               | 2e tour (1/32)  | A. Popp       | 2e tour (1/32)  | T. Martin    |
| 2001  | 1er tour (1/64)  | F. Santoro       | 2e tour (1/32)           | A. Roddick               | 2e tour (1/32)  | J. Björkman   | 1er tour (1/64) | N. Lapentti  |
| 2002  | 1er tour (1/64)  | R. Federer       | 1er tour (1/64)          | S. de Chaunac            | 2e tour (1/32)  | S. Schalken   | 2e tour (1/32)  | R. Federer   |
| 2003  | —                | —                | 1er tour (1/64)          | F. Santoro               | —               | —             | 1er tour (1/64) | F. González  |

N.B. : à droite du résultat se trouve le nom de l'ultime adversaire.

## Parcours dans lesMasters 1000
| Année | Indian Wells            | Miami                       | Monte-Carlo         | Rome                      | Hambourg                  | Canada                   | Cincinnati               | Stockholm puis Essen puis Stuttgart puis Madrid | Paris                       |
| ----- | ----------------------- | --------------------------- | ------------------- | ------------------------- | ------------------------- | ------------------------ | ------------------------ | ----------------------------------------------- | --------------------------- |
| 1990  | —                       | —                           | —                   | 1er tour J. Gunnarsson    | 2e tour J. Aguilera       | Victoire J. Berger       | 1/4 de finale S. Edberg  | 1/8 de finale D. Wheaton                        | 2e tour M. Rosset           |
| 1991  | 1/4 de finale S. Edberg | 1/8 de finale E. Sánchez    | —                   | —                         | —                         | 2e tour S. Pescosolido   | 1/8 de finale J. Courier | —                                               | 1/2 finale P. Sampras       |
| 1992  | Victoire A. Chesnokov   | Victoire A. Mancini         | —                   | 1/4 de finale C.-U. Steeb | 1/8 de finale P. Haarhuis | —                        | 1/2 finale I. Lendl      | —                                               | 2e tour D. Wheaton          |
| 1993  | 1/2 finale J. Courier   | 2e tour M. Ondruska         | —                   | 1/2 finale J. Courier     | 2e tour M.-K. Goellner    | 1/8 de finale A. Agassi  | Victoire S. Edberg       | —                                               | 1/8 de finale G. Ivanišević |
| 1994  | 1/8 de finale A. Volkov | 1/8 de finale P. Rafter     | —                   | 2e tour J. Eltingh        | —                         | 1/8 de finale Washington | Victoire S. Edberg       | 2e tour M. Larsson                              | 1/2 finale M. Rosset        |
| 1995  | 1/8 de finale T. Muster | 3e tour J. Siemerink        | —                   | 1/4 de finale T. Muster   | —                         | 1/4 de finale T. Enqvist | Finale A. Agassi         | 2e tour D. Vacek                                | 1/4 de finale J. Courier    |
| 1996  | Victoire P. Haarhuis    | 1/4 de finale G. Ivanišević | 2e tour C. Costa    | —                         | —                         | —                        | Finale A. Agassi         | 1/2 finale Bo. Becker                           | 1/8 de finale A. Boetsch    |
| 1997  | Victoire B. Ulihrach    | 3e tour S. Bruguera         | —                   | 1er tour H. Gumy          | —                         | 1/2 finale G. Kuerten    | 1/2 finale T. Muster     | 2e tour C. Pioline                              | 2e tour M. Gustafsson       |
| 1998  | —                       | —                           | —                   | 1/4 de finale A. Costa    | 2e tour F. Clavet         | —                        | 2e tour I. Kafelnikov    | 1er tour G. Raoux                               | 1er tour M. Gustafsson      |
| 1999  | 1er tour J. Siemerink   | 1er tour J. A. Marín        | —                   | 2e tour K. Kučera         | 1er tour S. Schalken      | 1/8 de finale A. Agassi  | 1/4 de finale P. Rafter  | 2e tour T. Enqvist                              | 1/2 finale M. Safin         |
| 2000  | 2e tour M. Norman       | 2e tour M. Ríos             | 1er tour J. Boutter | 2e tour T. Enqvist        | 1er tour J.-M. Gambill    | 2e tour R. Krajicek      | 1er tour S. Schalken     | 1/4 de finale S. Grosjean                       | 1/8 de finale D. Prinosil   |
| 2001  | 1er tour C. Moyà        | 2e tour Philippoussis       | 1er tour R. Federer | 2e tour G. Kuerten        | 2e tour F. Squillari      | 1er tour A. Martín       | 2e tour G. Cañas         | —                                               | —                           |
| 2002  | 1er tour P. Srichaphan  | 1er tour P. Srichaphan      | —                   | —                         | —                         | —                        | 1/8 de finale C. Moyà    | —                                               | —                           |
| 2003  | 1er tour C. Moyà        | 2e tour A. Agassi           | —                   | —                         | —                         | —                        | 1er tour H. Arazi        | —                                               | —                           |

N.B. : sous le résultat se trouve le nom de l’ultime adversaire.